# Richard Arioli
Richard Arioli (* 23. April 1905 in Basel-Stadt; † 14. Juli 1994 ebenda) war ein Schweizer Landschaftsarchitekt.

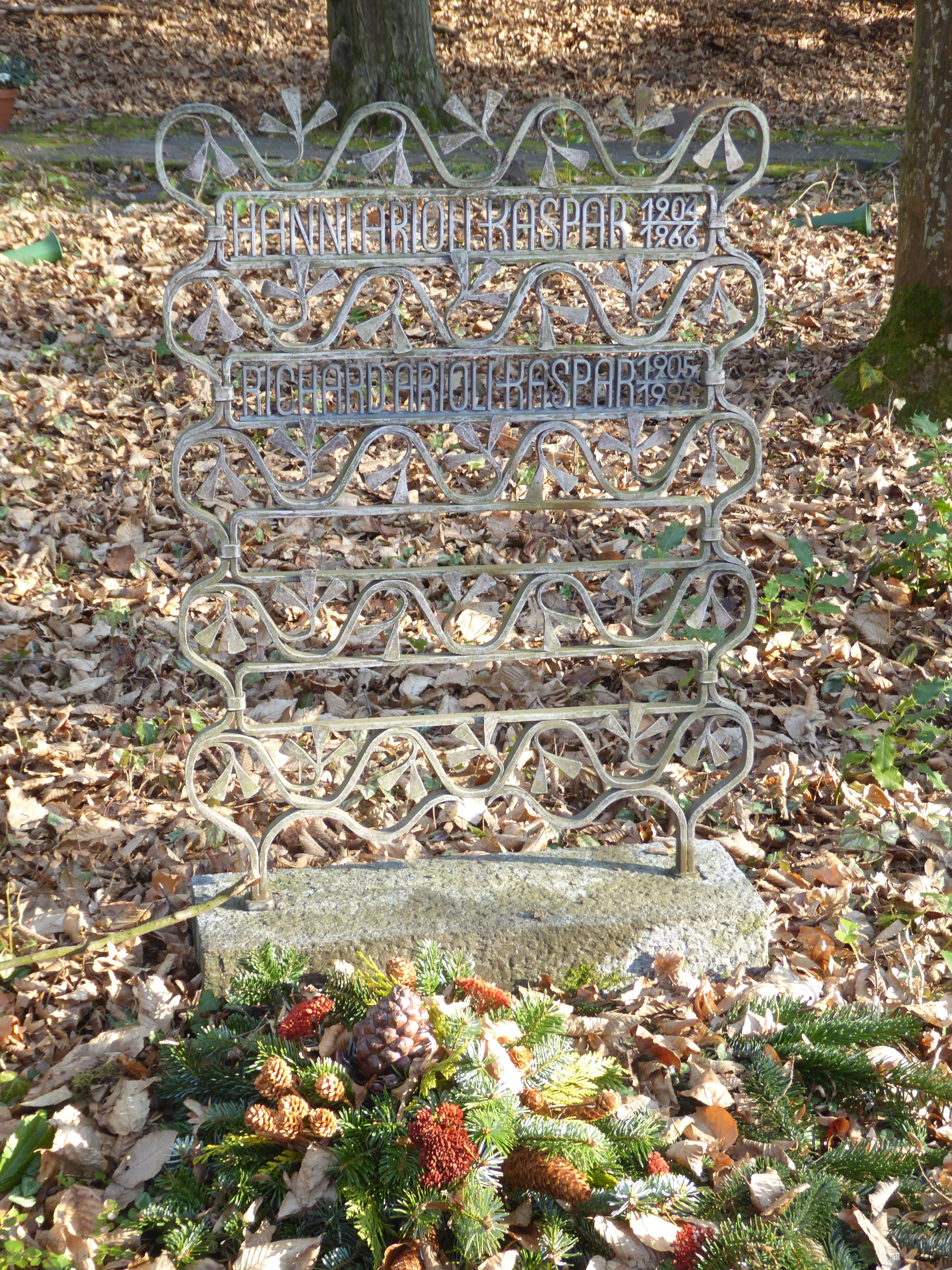
Grab auf dem Friedhof am Hörnli

## Werdegang
Richard Arioli absolvierte an der bernischen kantonalen Gartenbauschule auf dem Oeschberg in Koppigen die Winterkurse 1927/29 und besuchte verschiedene Gartenanlagen im Ausland, u. a. in England. Er war von 1933 bis 1940 Stadtgärtner von Winterthur, von 1940 bis 1970 Stadtgärtner von Basel und von 1962 bis 1966 erster Redaktor von anthos.
Richard Arioli war mit Hanna (geb. Kaspar, genannt: Hanni, 1904–1966), verheiratet. Ariolis letzte Ruhestätte fand er auf dem Friedhof am Hörnli.

## Werk
Als 1932 der Gottesacker Kannenfeld aufgehoben wurde, gestaltete er diesen zur Parkanlage um. Ab 1942 gestaltete er den Margarethenpark in Basel.

## Ehrungen
- Ehrendoktortitel der Universität Basel